# Maya Jointová
Maya Jointová (* 16. dubna 2006 Detroit) je australská profesionální tenistka narozená ve Spojených státech amerických. Ve své dosavadní kariéře na okruhu WTA Tour vyhrála dva turnaje ve dvouhře a jeden ve čtyřhře. V sérii WTA 125 vybojovala jednu deblovou trofej. V rámci okruhu ITF získala dva tituly ve dvouhře a jeden ve čtyřhře.
Na žebříčku WTA byla ve dvouhře nejvýše klasifikována v červenci 2025 na 37. místě a ve čtyřhře v témže datu na 69. místě. Trénuje ji Chris Mahony.
V australském týmu Billie Jean King Cupu debutovala v roce 2025 brisbanskou skupinou kvalifikačního kola, v níž prohrála s Kazachstánkou Julií Putincevovou a porazila Kolumbijku Yulianu Monroyovou. Australanky však na finálový turnaj nepostoupily, když obsadily druhé místo. Do listopadu 2025 v soutěži nastoupila k dvěma mezistátním utkáním s bilancí 1–1 ve dvouhře a 0–0 ve čtyřhře.

## Soukromý život
Narodila se roku 2006 v michiganském Grosse Pointe, na severním okraji detroitské aglomerace, do rodiny bývalého profesionálního squashisty Michaela Jointa a německé matky Katji v mládí hrající tenis, squash a badminton. Na začátku roku 2023, v šestnácti letech, se rozhodla reprezentovat Austrálii. Ze Spojených států se přestěhovala do Brisbane, kde začala trénovat v národní akademii tenisového svazu Tennis Australia. Univerzitní sezónu 2024/2025 se zavázala odehrát za „dlouhorožce“ Texaské univerzity v Austinu. V prosinci 2024 ale oznámila, že se stane profesionálkou, čímž pozbyla možnost hrát akademický tenis.

## Tenisová kariéra
Do grandslamu poprvé zasáhla ve smíšené soutěži Australian Open 2024, do níž s krajanem Danem Sweenym obdrželi divokou kartu. Časnou porážku jim přivodili Američanka Nicole Melicharová-Martinezová s Němcem Kevinem Krawietzem. Do melbournské dvouhry ji nepustila nejvýše nasazená Ukrajinka a pozdější semifinalistka Dajana Jastremská, které podlehla v kvalifikačním kole. Kvalifikačním sítem neprošla ani ve Wimbledonu 2024, kde ve druhém utkání nenašla recept na Američanku McCartney Kesslerovou. Do debutového finále v sérii WTA 125, varšavského Polish Open 2024, postoupila přes Maju Chwalińskou. Z něho však odešla poražena od americké kvalifikantky Alycie Parksové.
Grandslamovou dvouhru si poprvé zahrála na US Open 2024 po zvládnuté tříkolové kvalifikaci. V jejím závěru přehrála Američanku Hailey Baptisteovou z počátku druhé světové stovky. Do newyorské hlavní soutěže vstoupila výhrou nad Laurou Siegemundovou, než ji stopku vystavila světová čtrnáctka Madison Keysová. Do sezóny 2025 vstoupila jako profesionálka na Brisbane International. Přes kvalifikantku Maddison Inglisovou prošla do druhého kola, z něhož odešla poražena od dvacáté ženy klasifikace a dvojnásobné šampionky Viktorie Azarenkové. Navazující lednový týden dosáhla na okruhu WTA prvního kariérního čtvrtfinále i semifinále, když na Hobart International 2025 hladce vyřadila Olgu Danilovićovou, světovou osmatřicítku Magdu Linetteovou, znamenající první výhru nad členkou Top 50, a Sofii Keninovou. Do souboje o titul ji však nepustila druhá nasazená Belgičanka Elise Mertensová. Jen tři gamy získala na světovou šestku o dvanáct let starší Jessicu Pegulaovou při vstupu do Ausralian Open 2025.
Druhé čtvrtfinále WTA si zahrála jako 18letá kvalifikantka na mexickém Mérida Open Akron 2025 v úrovni WTA 500. V soutěži ji nezastavily Rakušanka Julia Grabherová ani Donna Vekićová, proti níž získala první skalp členky ze světové dvacítky, jíž Chorvatka uzavírala. Po Dokićové představovala druhou australskou teenagerku od roku 1990, která s hráčkou Top 20 ztratila nejvýše tři gamy. Přes porážku ve třetí fázi s Arménkou Elinou Avanesjanovou, si po skončení zajistila debutové postavení v Top 100. Ve vydání žebříčku z 3. března 2025 vystoupala o osmnáct příček, na 85. místo. Vedle jedenácté Mirry Andrejevové představovala druhou členku první stovky mladší 20 let. Sorana Cîrsteaová ji porazila na úvod BNP Paribas Open 2025. Postupem do druhého kola Madrid Open 2025 přes Španělku Carlotu Martínezovou Círezovou se v 19 letech a 5 dnech stala nejmladší australskou vítězkou zápasu v kategorii WTA 1000. Pokořila tím věkový rekord 20leté Bartyové z Miami Open 2017. Následně podlehla desáté tenistce světa Emmě Navarrové.
Z antukového Grand Prix SAR La Princesse Lalla Meryem 2025 v Rabatu si odvezla první kariérní tituly v rámci okruhu WTA Tour. Ve finále dvouhry zdolala Rumunku Jaqueline Cristianovou z osmé světové desítky. Po skončení, 26. května 2025, premiérově figurovala v Top 70, na 53. pozici. Čtyřhru ovládla s Gruzínkou Oxanou Kalašnikovovou po finálovém vítězství nad Angelicou Moratelliovou a Camillou Rosatellovou z Itálie. V marocké metropoli tak vybojovala double. Do finále obou soutěží postoupila i na travnatém Lexus Eastbourne Open 2025. Ve druhém kole singlové soutěže vyřadila nejvýše postavenou soupeřku, osmatřicátou Emmu Raducanuovou, a to až v tiebreaku rozhodují sady. Poté ji nezastavily Anna Blinkovová ani Anastasija Pavljučenkovová. V závěrečném klání přehrála o rok starší Filipínku Alexandru Ealaovou po třísetovém dramatu,když ve zkrácené hře třetí sady odvrátila čtyři mečboly. Na konci června 2025 se premiérově posunula do první světové padesátky, na 41. místo. Z finále eastbournské čtyřhry odešla poražena se Sie Šu-wej, když nestačily na Češku Marii Bouzkovovou s Kazachstánkou Annou Danilinovou. Časné vyřazení při debutu na travnatém grandslamu, ve Wimbledonu 2025, jí přivodila světová devatenáctka Ljudmila Samsonovová. Do letní severoamerické sezóny na betonech vstoupila na Washington Open 2025 prohrou s pozdější vítězkou Leylah Fernandezou. O týden později Kanaďance porážku oplatila na montréalském National Bank Open, ale ve druhém kole nestačila na Kesslerovou.

## Finále na okruhu WTA Tour
| Legenda                  |
| ------------------------ |
| D – dvouhra; Č – čtyřhra |
| Grand Slam (0)           |
| Turnaj mistryň (0)       |
| WTA 1000 (0)             |
| WTA 500 (0)              |
| WTA 250 (2–0 D; 1–1 Č)   |

### Dvouhra: 2 (2–0)
| Stav    | č. | datum       | turnaj                         | kategorie | povrch | soupeřka ve finále    | výsledek             |
| ------- | -- | ----------- | ------------------------------ | --------- | ------ | --------------------- | -------------------- |
| Vítězka | 1. | květen 2025 | Rabat, Maroko                  | WTA 250   | antuka | Jaqueline Cristianová | 6–3, 6–2             |
| Vítězka | 2. | červen 2025 | Eastbourne, Spojené království | WTA 250   | tráva  | Alexandra Ealaová     | 6–4, 1–6, 7–6(12–10) |

### Čtyřhra: 2 (1–1)
| Stav       | č. | datum       | turnaj                         | kategorie | povrch | spoluhráčka         | soupeřky ve finále                        | výsledek |
| ---------- | -- | ----------- | ------------------------------ | --------- | ------ | ------------------- | ----------------------------------------- | -------- |
| Vítězka    | 1. | květen 2025 | Rabat, Maroko                  | WTA 250   | antuka | Oxana Kalašnikovová | Angelica Moratelliová Camilla Rosatellová | 6–3, 7–5 |
| Finalistka | 1. | červen 2025 | Eastbourne, Spojené království | WTA 250   | tráva  | Sie Šu-wej          | Marie Bouzková Anna Danilinová            | 4–6, 5–7 |

## Finále série WTA 125
| Legenda                  |
| ------------------------ |
| D – dvouhra; Č – čtyřhra |
| WTA 125 (0–0 D; 0–0 Č)   |

### Dvouhra: 1 (0–1)
| Stav       | č. | datum         | turnaj          | povrch | soupeřka ve finále | výsledek      |
| ---------- | -- | ------------- | --------------- | ------ | ------------------ | ------------- |
| Finalistka | 1. | červenec 2024 | Varšava, Polsko | tvrdý  | Alycia Parksová    | 6–4, 3–6, 3–6 |

### Čtyřhra: 2 (1–1)
| Stav       | č. | datum       | turnaj                  | povrch | spoluhráčka       | soupeřky ve finále                         | výsledek         |
| ---------- | -- | ----------- | ----------------------- | ------ | ----------------- | ------------------------------------------ | ---------------- |
| Vítězka    | 1. | únor 2025   | Cancún, Mexiko          | tvrdý  | Taylah Prestonová | Aliona Bolsovová Yvonne Cavallé Reimersová | 6–4, 6–3         |
| Finalistka | 1. | březen 2025 | Puerto Vallarta, Mexiko | tvrdý  | Ena Šibaharaová   | Hanna Changová Christina McHaleová         | 6–2, 2–6, [7–10] |

## Tituly na okruhu ITF
| Kategorie okruhu ITF | Kategorie okruhu ITF |
| -------------------- | -------------------- |
| Turnaje W100         | Turnaje W80          |
| Turnaje W75/W60      | Turnaje W50/W40      |
| Turnaje W35/W25      | Turnaje W15/W10      |

### Dvouhra (2 tituly)
| Č. | datum       | turnaj                                | kategorie | povrch | poražená finalistka | výsledek      |
| -- | ----------- | ------------------------------------- | --------- | ------ | ------------------- | ------------- |
| 1. | únor 2024   | Burnie, Austrálie                     | W75       | tvrdý  | Aoi Itóová          | 1–6, 6–1, 7–5 |
| 2. | březen 2024 | Santo Domingo, Dominikánská republika | W35       | tvrdý  | Kao Sin-jü          | 6–4, 2–6, 6–1 |

### Čtyřhra (1 titul)
| Č. | datum         | turnaj                | kategorie | povrch | spoluhráčka        | poražené finalistky             | výsledek    |
| -- | ------------- | --------------------- | --------- | ------ | ------------------ | ------------------------------- | ----------- |
| 1. | listopad 2023 | Gold Coast, Austrálie | W60       | tvrdý  | Roisin Gilheanyová | Melisa Ercanová Alicia Smithová | 7–6(3), 6–1 |